# Luis Eduardo Aute
Luis Eduardo Aute Gutiérrez-Rapide (Manila, 13 de setembre del 1943 - Madrid, 8 d'abril de 2020), fill de Gumersindo Aute i Junquera, nascut al carrer Girona, 97 de Barcelona l'any 1903, català; i d'Amparo Gutiérrez-Répide Carpi, filipina d'ascendència espanyola, fou un autor i intèrpret de llengua castellana. Començà a escriure cançons i a enregistrar-les l'any 1967, tot i que trigà molts anys a actuar en públic. Va viure a Barcelona i parlava força bé el català. El 1967 publicà un disc amb versions en català de dos dels seus primers èxits: «Aleluya nº 1» i «Roig damunt el negre». Al seu doble disc en directe Entre amigos (1983), cantà en català un fragment de la cançó de Serrat «Paraules d'amor». El 1989 participà en el concert de Pi de la Serra al Palau de la Música Catalana amb la «Cançó mansa», tema del cantant català. Cal afegir que un dels temes del seu doble CD en castellà i anglès del 1998 Aire/Invisible, concretament el titulat «Ché, que mal», dedicat a un amic valencià desaparegut, incorporà diversos fragments cantants en català. El 2009 va participar en el disc de La Marató de TV3 amb una versió en català de «Streets of Philadelphia» de Bruce Springsteen titulada «Els carrers de Filadèlfia». Aquest mateix any Joan Isaac adapta al català amb l'ajut de Miquel Pujadó dotze clàssics de Aute al disc Auteclàssic. El 2010 el disc Intemperie conté la cançó «Somnis de la plaça Rovira» escrita íntegrament en català per Aute. La cançó «Atenes en Flames» del mateix disc Intemperie ha estat recentment adaptada i musicada en català per Joan Isaac. El 2014 va publicar amb l'editorial Pigmalion Poesía un cançoner amb totes les cançons escrites per ell (més de quatre-centes) amb algunes modificacions de les lletres originals que titula Claroscuros y otros pentimentos.
El febrer de 2016 el poeta i escriptor gadità Luis Garcia Gil (biogràf de Serrat i de Joan Isaac entre d´altres) analitza rigorosament i cançó per cançó la seva obra en el seu llibre Aute, un lienzo de canciones. En març de 2016 va guanyar el premi de poesia de l'Equador Poeta de Dos Hemisferios i també va publicar el seu poemari editat per Espasa es Poesía El sexto animal en un gènere de poesia inventat pel mateix Aute: «els poemigas». Té publicats més de deu llibres de poesia. Va ser pintor, escultor, i va dirigir també pel·lícules d'animació com Un perro llamado Dolor, que va optar als Goya l'any 2001. A finals del 2017 va reunir tota la seva poesia en un sol llibre, Toda la poesía, en l'editorial Espasa es Poesía.

## Discografia
- 1968 - Diálogos de Rodrigo y Gimena
- 1968 - 24 Canciones Breves
- 1973 - Rito
- 1974 - Espuma
- 1975 - Babel
- 1976 - Sarcófago
- 1977 - Forgesound
- 1978 - Albanta
- 1979 - De Par en Par
- 1980 - Alma
- 1981 - Fuga
- 1983 - Entre Amigos
- 1984 - Cuerpo a Cuerpo
- 1985 - Nudo
- 1986 - 20 Canciones de Amor y un Poema Desesperado
- 1987 - Templo
- 1989 - Segundos Fuera
- 1991 - Ufff!
- 1992 - Slowly
- 1993 - Mano a Mano
- 1994 - AnimalUno (Disc i llibre)
- 1995 - Alevosía
- 1998 - Aire/Invisible
- 2003 - Alas y Balas
- 2003 - Auterretratos Vol. 1
- 2005 - Auterretratos Vol. 2
- 2006 - Días de Amores'
- 2007 - "El desenterrador de vivos" (disc i llibre)
- 2007 - A día de hoy
- 2007 - Humo y azar (disc i concert en dvd)
- 2008 - Auterretratos vol.3
- 2009 - Auteclàssic (en català)
- 2010 - Intemperie
- 2012 - El niño que miraba el mar
- 2018 - De la luz y la sombra
- 2018 -  Aute canta a Oroza (Disc i llibre)

## Poemaris
- La matemática del espejo (Edició Ángel Caffarena, Màlaga, 1975)
- Canciones y poemas (Demófilo, 1976)
- La liturgia del desorden (Hiperión, Madrid, 1978)
- Canciones (Hiperión, Madrid, 1980. Edició revisada, 1988)
- Templo de carne (1986)
- Canciones 2 (Hiperión, Madrid, 1991)
- animaLuno (Editorial El Europeo/Allegro, Madrid, 1994). Disc-llibre.
- animaLdos (Plaza/Janés, Madrid, 1999). Llibre-vídeo.
- Cuerpo del delito. Canciones (1966-1999) (Celeste, Madrid, 1999)
- Volver al agua. Poesía completa (1970-2002) (Sial, Colección Contrapunto, Madrid, 2002)
- animaLtresD (Siruela, 2005)
- animaLhada (Siruela, 2005)
- animaLhito (Siruela, 2007)
- No hay quinto aniMaLo (Siruela, 2010)
- Claroscuros y otros pentimentos (Pigmalión, 2014)
- El sexto animal (Espasa es Poesía, 2016)
- Toda la poesía (Espasa es Poesía, 2017)

## Filmografia
- Senses (curtmetratge, 1961)
- Días de viejo color (1967)
- Minutos después (curtmetratge, 1970)
- Chapuza 1 (1971)
- A flor de piel, (curtmetratge, 1975)
- El vivo retrato
- La viuda andaluza (1976), compositor.
- Los viajes escolares (1976), compositor.
- Esposa y amante (1977), compositor.
- In Memoriam (1977), compositor.
- Mi hija Hildegart (1977), compositor.
- ¡Arriba Hazaña! (1978), compositor.
- El hombre de moda (1980), compositor.
- El muro de las lamentaciones, (curtmetratge, 1986).
- La pupila del éxtasis (1989)
- Un perro llamado Dolor (2001), com a director.
- Delirios de amor (1986), com a director i guionista.
- El niño y el basilisco (2012)
- Tras Nazarín, el eco de una tierra en otra tierra (2015), com a actor i compositor.[14]
- Vincent y el giraluna (2015)

## Exposicions de pintura

### Individuals
- 1960: Galería Alcón, Madrid
- 1962: Galería Quixote, Madrid
- 1963: Galería Grin-gho, Madrid
- 1964: Galería Juárez, Palm beach, Florida. Galería Grin-gho, Madrid
- 1966: Galería Juárez, Palm Beach, Florida. Galería Juárez, Los Ángeles, California. Galería Syra, Barcelona
- 1968: Galería Quixote, Madrid
- 1971: Galería Cultart, Madrid
- 1972: Diputación provincial de Màlaga
- 1973: Galería Tupac, Madrid
- 1974: Galería Internacional de Arte, Madrid. Galería Estiarte, Madrid
- 1975: Galeria Matisse, Barcelona. Sala d'exposició de La Ciudadela, Pamplona
- 1980: Galería Faunas, Madrid
- 1983: Pasión. Galería Kreisler Dos, Madrid. Galería Serrallonga, Barcelona
- 1984: Galería Joan de Serrallonga, Barcelona
- 1985: Museo de Albacete
- 1986: «Templo». Galería Kreisler Dos, Madrid. Museo Municipal de Bellas Artes, Santander
- 1987: Galería D, Barcelona
- 1989: Galería El Foro, Pozuelo de Alarcón, Madrid. Casa de Cultura, Majadahonda, Madrid
- 1991: Can Sisteré, Santa Coloma de Gramanet, Barcelona
- 1992: Galería Dadá, Granada
- 1993: Sala d'Art de la Universitat de Màlaga. Sala Garibay, Kutxa, Donostia
- 1994: Sala d'Art Josep Bages, Torres Muntadas, Barcelona
- 1995: Galería Moriarty, Madrid. Sala Vinçon, Barcelona
- 1996: Taller Mayor 28, Madrid. Galeria Viciana, València. Galería Aurora, Múrcia
- 2004: «Aute. Transfiguraciones». Sala de exposiciones de Santo Domingo, Salamanca
- 2004: «Fusión. Aute Tránsito 1951-2001». Museo de Huesca.
- 2005: «Aute-tránsito». Centro Buñuel de Calanda (Terol)
- 2008: «Transfiguraciones». Museo de Bellas Artes. La Habana, Cuba
- 2008: «Intercambio de fluidos». Galería Sharon-Art (Lleó)

### Col·lectives
- 1960: II Certamen Juvenil de Arte, Madrid (Medalla de Plata)
- 1965: Bienal de Zaragoza. Les arts en Europe, Brussel·les. Biennale de Paris
- 1967: Bienal de São Paulo
- 1973: 25 Artistas Jóvenes. Galería d'art del Vallés, San Cugat, Barcelona
- 1974: Colectiva de la revista Tropos, Galería Matisse, Barcelona. Colectiva, Galería Kreisler Dos, Madrid. Seleccionat per als Concursos Nacionales de Bellas Artes, Madrid. XXVIII Mostra Internazionale Fondazione Michetti, Francavilla al Mare, Italia (Primer Premio de pintura)
- 1975: Colectiva, Galería Atienza, Madrid
- 1982: Colectiva del grupo ABRA, Galería Altex, Madrid. Kermesse Mágica, Galería Altex, Madrid. Kermesse Mágica, Galería Marie Blanchard, Santander
- 1983: ARCO, Madrid
- 1984: ARCO, Madrid. Colectiva del grupo ABRA, Galería Weehuis Neumen, Holanda
- 1985: Poemas autógrafos, Galería Moriarty, Madrid
- 1996: Referente: Goya, Galería Bat, Madrid
- 1998: II Salón Refractario, Galería Buades, Madrid
- 2003: Los colores de la música, Inauguración: Círculo de Bellas Artes, Madrid (Exposición itinerante)